# 青森県道230号三厩停車場線

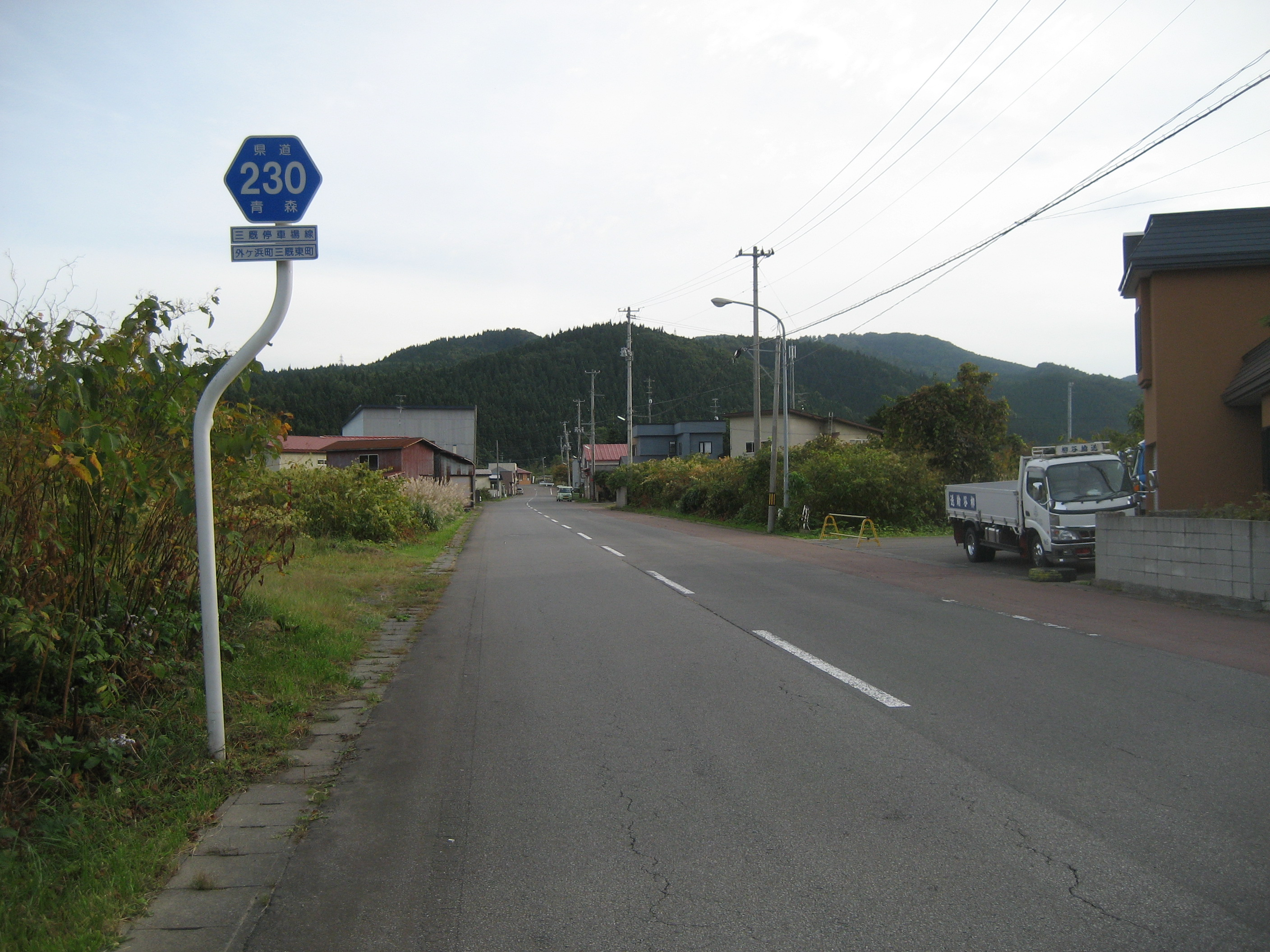
外ヶ浜町三厩東町付近し

青森県道230号三厩停車場線（あおもりけんどう230ごう みんまやていしゃじょうせん）は、青森県東津軽郡外ヶ浜町を通る一般県道である。

## 概要
外ヶ浜町三厩東町のJR津軽線三厩駅で青森県道281号三厩停車場竜飛崎線から連続して北上し、国道280号に合流する。

### 路線データ
- 起点 : 三厩停車場[1]
- 終点 : 国道二八〇号交点（東津軽郡外ヶ浜町字三厩）[1]

## 歴史
- 1965年（昭和40年）4月1日 - 青森県道に認定される[1]

## 地理

### 交差する道路
- 青森県道281号三厩停車場竜飛崎線（東津軽郡外ヶ浜町字三厩、起点）
- 国道280号（東津軽郡外ヶ浜町字三厩、終点）

### 沿線の施設
- JR津軽線三厩駅